# 배준모
배준모 (1989년 10월 11일 - )는 대한민국의 수영 선수이다. 2010년 제16회 광저우 아시안 게임 남자 400m 계영과 800m 계영에서 각각 동메달을 땄다. 현재 서울시청 소속이다.

## 출신 학교
- 범일초등학교
- 범물중학교
- 대구체육고등학교